# قضاء الحضر
قضاء الحضر قضاء يتبع محافظة نينوى ويقع جنوب الموصل. ويحده من الشمال الموصل ومن الغرب سوريا ومن الشرق محافظة صلاح الدين ومن الجنوب محافظة الأنبار.

## المدن والنواحي
يتبع قضاء الحضر 2 نواحٍ وهي:
1. ناحية الحضر
2. ناحية تل كبة

أما مركز قضاء الحضر فهو مدينة الحضر.

## المواقع الأثرية
- مملكة الحضر

## القرى
- قرية تل هيلام الأثري (تقع شمال الحضر)
- قرية تل رجم الكبير (تقع شمال الحضر)
- قرية المسلطن (تقع شمال الحضر)
- قرية خنيفس (تقع شمال الحضر)
- قرية العلواني (تقع شمال الحضر)
- قرية دبيسة (تقع شمال الحضر)
- قرية صلال (تقع شمال الحضر)
- قرية اعليبة (تقع شمال الحضر)
- قرية عين صديد (تقع شرق الحضر)
- قرية جاف الخيل (تقع شرق الحضر)
- قرية الجاجانية (تقع شرق الحضر)
- قرية السعدان
- قرية ام كزيز
- قرية هراج
- قرية غانم عواد
- قرية السعدية
- قرية ام الشتات (تقع شمال غرب الحضر)